# Je suis partout
Je suis partout (deutsch: Ich bin überall) war eine Wochenzeitung, die zwischen 1930 und 1944 in Frankreich erschien.
Die Zeitung, die oftmals aus der Action française stammte oder ihr nahestand, wurde ab 1941 zur wichtigsten kollaborationistischen und antisemitischen Zeitung Frankreichs während der deutschen Besetzung. 

## Geschichte
Die erste Ausgabe erschien am 29. November 1930 und wurde von Arthèmme Fayard herausgegeben. Obwohl Fayard 1936, nach dem Wahlsieg der Volksfront, beschloss, die Wochenzeitung einzustellen, wurde sie weiter veröffentlicht. 
In seinen Anfängen konzentrierte sich Je suis partout auf die Berichterstattung über internationale Themen, ohne dabei Extremismus, Antisemitismus oder gar eine konsequent rechte Ausrichtung an den Tag zu legen. Die Gruppe der Redakteure war jedoch stark von den Ideen von Charles Maurras und der integralistischen Action française beeinflusst, und diese Ideologie schlug sich schnell auf den redaktionellen Inhalt nieder, da die gemäßigteren Journalisten aus Protest kündigten. Die antisemitische Rhetorik der Zeitung explodierte nach der Stavisky-Affäre und den Unruhen vom 6. Februar 1934.
Die Zeitung wurde zu einem Sprachrohr des Antiparlamentarismus, des Nationalismus und der Kritik an den „dekadenten“ Institutionen und der Kultur der Dritten Republik und stand den faschistischen Bewegungen der damaligen Zeit nahe, sowohl den französischen als auch den ausländischen. Ab Oktober 1932, als der italienischen Politik eine Sonderausgabe gewidmet wurde, unterstützte sie eindeutig Benito Mussolini. Je suis partout unterstützte die spanische Falange, die rumänische Eiserne Garde, den Rexismus des Belgiers Léon Degrelle sowie Oswald Mosley und seine britische Union of Fascists. Ab 1936 brach sie auch mit dem zutiefst antideutschen Maurras und begann, sich dem Nationalsozialismus und Adolf Hitler zu öffnen.
Zu den Autoren gehörten unter anderem Pierre Villette, Maurice Bardèche, Pierre Daye, Claude Jeantet, Jacques Perret, Bernard de Vaulx, Georges Roux, Pierre Gaxotte, Robert Brasillach, Philippe Henriot, Pierre-Antoine Cousteau, Lucien Rebatet, Marcel Aymé, Jacques Bainville, Henry Bordeaux, René Maran, Alain Labreaux, Claude Roy, Pierre Drieu La Rochelle und Charles Lesca.
Die Wochenzeitung wurde als „offen profaschistisch und antisemitisch“ bezeichnet und nahm während der deutschen Besatzung eine kollaborative Haltung ein. 
Ihre letzte Ausgabe erschien am 16. August 1944. 
Mehrere der Autoren, die an der Publikation mitgewirkt hatten, wurden 1945, nach der Befreiung von Paris, vor Gericht gestellt, darunter Brasillach, der hingerichtet wurde.